# Михайловка (Тереньгульский район)
Михайловка — село в Тереньгульском районе Ульяновской области. Административный центр Михайловского сельского поселения.

## География
Находится на реке Уса на расстоянии примерно 19 километров по прямой на юг от районного центра поселка Тереньга.

## История
В 1913 году в селе было 69 дворов, 431 житель.  
Существовала деревянная Покровская церковь (не сохранилась).  
В 1990-е годы работал СПК им. Данилова. 

## Население
Население составляло 372 человека (русские 81%) в 2002 году, 413 по переписи 2010 года.